# Le Vol des cigognes
Cet article concerne le roman de Jean-Christophe Grangé. Pour le téléfilm de Jan Kounen, voir Le Vol des cigognes.
Le Vol des cigognes est le premier roman de Jean-Christophe Grangé paru le 17 septembre 1994.

## Résumé
Louis, jeune docteur en histoire, s'intéresse par un concours de circonstances à l'ornithologie et veut suivre la migration des cigognes à la suite de la disparition mystérieuse de nombre d'entre elles la saison précédente. Il décide d'assumer seul la mission prévue : suivre la migration des cigognes. Ce voyage le conduit parmi les Tsiganes de Bulgarie, dans des kibboutzim en Israël, et en République centrafricaine où entre deux énigmes, il rencontre les souvenirs confus d'un passé mutilé.

## Adaptation
- 2013 : Le Vol des cigognes, téléfilm français en deux parties de 90 minutes réalisé par Jan Kounen, d'après le roman éponyme, avec Harry Treadaway, Perdita Weeks et Rutger Hauer. Canal+ a diffusé le téléfilm les 21 et 28 janvier 2013[1].
- 2017 : Il est diffusé au Québec intégralement le 17 août 2017 sur la chaine de Ici Radio-Canada Télé et reste disponible sur le site de rediffusion tou.tv pour les résidents canadiens [2].

## Livre audio
- Jean-Christophe Grangé, Le Vol des cigognes, Paris, Audiolib, 17 mars 2010 (ISBN 978-2-35641-221-8, BNF 42163856)Narrateur : Philippe Allard ; support : 2 disques compacts audio MP3 ; durée : 12 h 39 min environ ; référence éditeur : Audiolib 25 0257 3.